# Мартин Скорсезе
Мартин Чарлс Скорсезе (на английски: Martin Charles Scorsese) е американски кинорежисьор, сценарист, продуцент и филмов историк от италиански произход, носител на награди „Оскар“, „Сезар“, „Грами“, две награди „Бодил“, три награди „Еми“, по четири награди на БАФТА и „Златен глобус“. Номиниран е за награда „Хюго“, две награди „Сатурн“ и четири награди „Сателит“. От 2003 г. има звезда на Холивудската алея на славата. През 1973 създава филма „Гончаров”, който бива истински опознат като шедьовър чак през 2022, въпреки че още от самото начало е хвален от широк кръг филмови критици и любители на хубавото кино.

## Биография
Мартин Скорсезе е роден на 17 ноември 1942 г. в кв. Флашинг, Куинс, Ню Йорк.
Скорсезе първоначално планира да се посвети на религията и да стане духовник, като някои от филмите му носят белега на католическото му възпитание. Слабо дете, Скорсезе прекарва много време у дома, гледайки какво се случва на улицата. Често посещава кинопрожекции и по-късно се решава да стане филмов деец.

## Кариера
Скорсезе се ползва с уважение от филмовите критици, като често темите, които поставя, са ситуирани в границите на вътрешноградското безредие, насилието и секса. След няколко номинации за „Оскар“, през 2007 г. Скорсезе най-сетне получава престижната награда за филма си „От другата страна“.

### Първи филми
Скорсезе учи режисура в Нюйоркския университет, където създава късометражните филми „What's a Nice Girl Like You Doing in a Place Like This?“ (1963) и „It’s not just you, Murray!“ (1964).
Най-известният му късометражен филм от този период е черната комедия „The Big shave“ (1967), с участието на Питър Бернут. Филмът е обвинителен акт за участието на Америка във войната във Виетнам, което е подчертано и в алтернативното заглавие Viet '67.
През 1967 г. Скорсезе прави първия си пълнометражен черно бял филм I Call First, който по-късно е преименуван на „Who’s that knocking at my door“. В него взимат участие неговите състуденти – актьорът Харви Кайтел и монтажистката Телма Шунмейкър, с които той ще продължава да работи през годините.

### 70-те години
През 70-те години Скорсезе става приятел с влиятелни филмови дейци: Франсис Форд Копола, Джордж Лукас, Стивън Спилбърг и Брайън де Палма. Именно де Палма го запознава с Робърт Де Ниро. През този период Скорсезе работи като асистент режисьор и един от монтажистите на документалния филм „Уудсток“ (1970) и се среща с актьора режисьор Джон Касаветис, който ще се превърне в негов близък приятел и ментор.
През 1972 г. Скорсезе заснема филма Boxcar Bertha за продуцента на нискобюджетни филми Джон Корман (помагал на режисьори като Копола и Джеймс Камерън в началото на кариерите им), който ще го научи как да снима развлекателни филми с много малко пари и в кратък срок. Това ще му е от полза в предстоящите предизвикателства. Касаветис насърчава Скорсезе да прави филмите, които наистина иска, а не да работи по проектите на някой друг.
Така идва мигът на Mean Streets/ Коварни улици истинският пробив за Скорсезе, Харви Кайтел и Робърт де Ниро. Филмът поставя началото на неповторимия стил на режисьора. Всички елементи на неговото кино са тук-яркият диалог, бурното действие, черен хумор, реалистичен подход при показване на насилието, предателство, католическа вина, човекът търсещ изкупление.
Коварни улици отдава почит на френската нова вълна, но и се преплита с гангстерския жанр и документалния автентизъм. Филмът е почти автобиографичен, посветен на баща му и чичо му и окончателно белязва приемането от Скорсезе на неговия италиански (сицилиански) произход.
През 1974 г. актрисата Елън Бърстин избира Скорсезе да я режисира във филма Алис не живее вече тук.. За своето изпълнение тя печели награда „Оскар“. Макар и добре приет от критика и публика, филмът остава аномалия в ранната кариера на режисьора, тъй като се фокусира върху централен женски персонаж.
След това Скорсезе се завръща в своя квартал „Малката Италия“ в Ню Йорк, за да изследва етническите си корени и заснема документалния филм „Италоамериканци“ с участието на родителите си Чарлс и Катрин Скорсезе.
Шофьор на такси (1976 г.) е тъмният, градски кошмар на Скорсезе за бавното настъпване на лудостта при един самотен човек. Филмът утвърждава Скорсезе като режисьор и привлича вниманието към оператора Майкъл Чапман, чийто стил е насочен към високите контарсти, силни цветове и сложни движения на камерата. Главната роля се изпълнява от Робърт Де Ниро като тревожният и психотичен Травис Бикъл. Младата Джоди Фостър прави своя пробив с противоречивата си роля на непълнолетна проститутка, а Харви Кайтел е в ролята на нейния сутеньор.
Шофьор на такси бележи началото на серия от сътрудничества между Скорсезе и сценариста Пол Шрейдър.
Шофьор на такси печели Златна палма в Кан през 1976 година и получава четири номинации за Оскар, включително за „Най-добър филм“.
Огромният успех на филма насърчава Скорсезе да продължи напред с първия си високобюджетен проект: стилизираният мюзикъл „Ню Йорк, Ню Йорк“ Това е почит на режисьора към родния му град, както и към класическия музикален холивудски филм, но претърпява пълен провал в бокс офисите. Филмът е с участието на Лайза Минели и трето сътрудничество с Робърт де Ниро. Запомнен е най-вече, заради заглавната си тема, изпълнена и популяризирана от Франк Синатра.
Филмът има слаб прием и сред критиците и цялостният неуспех на филма потапя Скорсезе в дълбока депресия, задълбочава зависимостта му от кокаин и въпреки спорадични документални филми, той не снима нищо няколко години.

### 80-те години
Робърт де Ниро, който вече е близък приятел на Скорсезе, е човекът, който го измъква от депресията като го убеждава да заснеме филма Разяреният бик. Истинската история на боксовия шампион Джейк Ла Мота е обсебила Де Ниро от дълго време и той вярва, че само Скорсезе може да направи този филм. 
Разяреният бик се смята за шедьовър и е гласуван като най-великият филм на 80-те години. Получава осем номинации за Оскар. Де Ниро печели за най-добър актьор, Телма Шунмейкър взима за монтаж, но статуетката за режисура отива при Робърт Редфорд за „Обикновени хора“. Въпреки това, всичко, което Скорсезе ще заснеме оттук нататък ще бъде отбелязвано в рекламните материали като „Един филм на Мартин Скорсезе“.
Въпреки че сценарият на Разяреният бик има своите версии от Пол Шрейдър и Мардик Мартин (който по-рано съавторства „Kоварни улици“), завършеният сценарий се различава значително от оригиналния проект на Шрейдър. Той е пренаписан няколко пъти от различни сенаристи, включително Джей Кокс (който по-късно пише заедно със Скорсезе филмите Невинни години и Бандите на Ню Йорк).
Окончателният проект до голяма степен е дело на самите Скорсезе и Де Ниро. Американският филмов институт избира Разяреният бик като номер 1 американски спортен филм в техния списък с топ 10 спортни филма. През 1997 г. го поставя на 24-то място в своя юбилеен списък за най-велики филми AFI's 100 Years...100 Movies
Следващият проект на Скорсезе е петата му съвместна работа с Робърт Де Ниро – Кралят на комедията (1983). Това е сатира на света на медиите и известните личности, чийто централен персонаж е самотник, който парадоксално става известен чрез престъпна дейност (отвличане). Филмът е очевидно отклонение от по-емоционално ангажираните филми, с които Скорсезе се е занимавал дотогава. Експресионизмът на предишните му творби тук отстъпва на моменти на почти пълен сюрреализъм. Но и все още носи много от запазените марки на Скорсезе. Кралят на комедията се проваля в боксофиса, но все повече се възприема от критици и публика в годините след премиерата си. Немският режисьор Вим Вендерс го е посочил сред 15-те си любими филма.
В Часове по-късно (1985) Скорсезе прави естетическа промяна с един много по-ъндърграунд филмов стил. Заснет с изключително нисък бюджет, на естествена локация, през нощта в квартал Сохо в Манхатън, филмът е черна комедия за все по-злощастната нощ на един нюйоркски професор. (Грифин Дън)
През 1986 г. Скорсезе прави Цветът на парите, продължение на известния филм на Робърт Росън „The Hustler“ (1961) с Пол Нюман, който участва заедно с Том Круз. Въпреки че се придържа към утвърдения си стил, който не е комерсиален, Цветът на парите е първият касов филм, достигащ до широката публика на режисьора. Пол Нюман печели „Оскар“, а Скорсезе получава достатъчно влияние, за да си подсигури подкрепа за проект, който му е дългогодишна цел: Последното изкушение на Христос
Още през 1983 г. Скорсезе започва да работи върху много личния за него проект Последното изкушение на Христос, основан на романа от 1951 г., написан от Никос Казандзакис, който предава живота на Христос по-скоро човешки, отколкото божествен.
Филмът е трябвало да се заснеме с подкрепата на Paramount Pictures, но малко преди началото на снимките продуцентите спират финансирането на проекта, притеснени от натиск на различни религиозни групи. В тази несъстояла се версия от 1983 ролята на Исус е била поверена на Ейдън Куин, а певецът Стинг е бил избран да играе Пилат Понтийски.
Във версията от 1988 г. тези роли са изпълнени съответно от Уилям Дефо и Дейвид Боуи.
И така след своя „флирт“ с комерсиалното кино в средата на 80-те, с Последното изкушение на Христос, Скорсезе се завръща към своя дълбоко личен подход в създаването на кино. Още преди пускането на филма, той провокира обществен гняв и протести, упрекващи лентата в богохулство и така превръщат един независим проект с нисък бюджет в медийна сензация. Повечето противоречия са насочени към финалните пасажи на филма, където Христос се жени за Мария Магдалена и има семейство като част от халюцинация, предизвикана от Сатаната, докато Исус е на кръста.
Разглеждайки филма извън споровете, той остава важна работа в канона на Скорсезе – явен опит да изведе духовността, която е в основата на неговото кино. Режисьорът получава втората си номинация за награда Оскар за „най-добър режисьор", но този път губи от режисьора на Рейнмен – Бари Левинсън.
През 1987 г. Скорсезе заснема легендарния клип към песента на Майкъл Джаксън „Bad“.

### 90-те години
След десетилетие на предимно смесени резултати, гангстерският епос Добри момчета (1990) е филмът, който връща във форма Скорсезе по безапелационен начин. Де Ниро и Джо Пеши са на виртуозно ниво, напълно следвайки блестящата режисура на Скорсезе, като по този начин възстановяват, подобряват и утвърждават репутацията му.
Филмът е номиниран за шест награди „Оскар“, включително „Най-добър филм“ и „Най-добър режисьор“. Това е трета номинация, която Скорсезе получава, но отново губи този път от дебютанта в режисурата Кевин Костнър за филма му „Танцуващият с вълци“. Джо Пеши печели Оскар за най-добър поддържащ актьор, а филмът обира и множество други награди, включително пет статуетки BAFTA и награда „Сребърен лъв“ от фестивала във Венеция.
През 1990 г. Скорсезе снима и единствения си късометражен документален филм „Произведено в Милано“, който е за модния дизайнер Джорджо Армани.
През 1991 г. излиза Нос Страх, римейк на култов филм от 1962 година, който носи същото име. Това е и седми общ проект на режисьора с Робърт де Ниро. Филмът е заявка за касов хит със своя стилизиран трейлър, напомнящ за Алфред Хичкок и филма „Нощта на ловеца“ (1955) на Чарлс Лаутън. Скорсезе експериментира с визуални трикове и ефекти. Въпреки смесените оценки сред критиците, филмът получава две номинации за Оскар и печели 80 млн. долара само в САЩ, което го прави финансово най-успешният филм на Скорсезе до излизането на Автиаторът (2004) и От другата страна (2006).
Невинни години (1993) е адаптация по едноименния роман на Едит Уортън, който дава поглед към живота и интригите във високото общество на Ню Йорк в края на 19 век. Филмът е възхваляван от критиците, но се проваля в боксофисите. Всички са изненадани от това, че Скорсезе прави филм за изгубената романтика и то в епоха, но режисьорът още от началото заявява, че това е личен проект, а не работа към някое студио.
Скорсезе е силно привлечен от героите и историята на текста на Уортън и иска неговият филм да бъде толкова богато емоционално преживяване, колкото книгата е била за самия него. Без традиционните академични адаптации на литературни произведения. За тази цел Скорсезе търси вдъхновение от различни филми от периода, които му въздействат емоционално на Орсън Уелс, Лукино Висконти и Роберто Роселини.
Наличието на изгубено общество, загубени ценности, както и подробно пресъздаване на социални обичаи и ритуали продължава традицията на филмите на тези режисьори.
Невинни години привлича общественото внимание, особено в страни като Великобритания и Франция, но все още е до голяма степен пренебрегван в Северна Америка. Филмът има пет номинации за Оскар (включително и за Скорсезе за най-добър адаптиран сценарий, написан заедно с Джей Кокс). Филмът печели Оскар за костюм дизайн. Това е и първото сътрудничество на Скорсезе с актьора Даниел Дей-Луис, с когото ще работи отново в Бандите на Ню Йорк.
Казино (1995 г.), подобно на Невинни години се съсредоточава върху историята на мъж, чийто добре подреден живот е нарушен от пристигането на непредсказуеми сили. Фактът, че това е насилствен гангстерски филм, го прави вълнуващ за феновете на режисьора, които са били объркани от очевидното откъсване от престъпната тема в предишния му филм.
Казино е успех в боксофиса, но получава смесени оценки, най-вече заради стилистичните си прилики с Добри момчета и прекомерното насилие. Много от символите и триковете на Добри момчета се появяват и в Казино непокътнати, начело с кастинга на Робърт де Ниро и Джо Пеши, който отново играе неубоздан психопат. Шарън Стоун получава номинация за най-добра актриса за изпълнението си във филма. Скорсезе също взима епизодично участие като комарджия на една от масите.
Ако Невинни години е объркал някои от верните фенове на Скорсезе, тогава „Кундун“ (1997) прави и още няколко крачки по-нататък. Филмът разказва за ранния живот на 14-ия Далай Лама, нахлуването на Китайската освободителна армия в Тибет и последвалите Далай Лама в неговото изгнание в Индия. Темите за религия, вяра и човешки дух, които вълнуват Скорсезе както в киното, така и в живота, намират пълно проявление в този филм, в който режисьорът използва нов наративен и визуален подход. Драматичните моменти са заменени от образи, които потапят в транс, в медитативно състояние.
Филмът внася смут за своя дистрибутор – Buena Vista Pictures, който планира значително разширяване на китайския пазар по онова време. Оттеглянето на наякои продуценти повлиява на търговския успех на филма, но не и на приема му, който е предимно положителен.
„Кундун“ е вторият опит на Скорсезе да представи живота на един велик религиозен водач, след Последното изкушение на Христос.
„До краен предел“ (1999) е връщане към познатата територия и жанр. Отново успешно сътрудничество със сценариста Пол Шрейдър. В главните роли са Никълъс Кейдж, Джон Гудман, Том Сийзмор и Патриша Аркет.

## Филмография

### Режисьор

#### Игрални филми
| Година | Филм                            | Оригинално заглавие             | Бележки                      |
| ------ | ------------------------------- | ------------------------------- | ---------------------------- |
| 1967   | Кой чука на вратата ми          | Who's That Knocking at My Door  |                              |
| 1972   | Бърта бяга                      | Boxcar Bertha                   |                              |
| 1973   | Коварни улици                   | Mean Streets                    | също сценарист               |
| 1974   | Алис не живее вече тук          | Alice Doesn't Live Here Anymore |                              |
| 1976   | Шофьор на такси                 | Taxi Driver                     |                              |
| 1977   | Ню Йорк, Ню Йорк                | New York, New York              |                              |
| 1980   | Разяреният бик                  | Raging Bull                     |                              |
| 1983   | Кралят на комедията             | The King of Comedy              |                              |
| 1985   | Часове по-късно                 | After Hours                     |                              |
| 1986   | Цветът на парите                | The Color of Money              |                              |
| 1988   | Последното изкушение на Христос | The Last Temptation of Christ   |                              |
| 1989   | Нюйоркски истории               | New York Stories (Life Lessons) | сегмент: (Уроците на живота) |
| 1990   | Добри момчета                   | Goodfellas                      | също сценарист               |
| 1991   | Нос Страх                       | Cape Fear                       |                              |
| 1993   | Невинни години                  | The Age of Innocence            | също сценарист               |
| 1995   | Казино                          | Casino                          | също сценарист               |
| 1997   | Кундун                          | Kundun                          |                              |
| 1999   | До краен предел                 | Bringing Out the Dead           |                              |
| 2002   | Бандите на Ню Йорк              | Gangs of New York               |                              |
| 2004   | Авиаторът                       | The Aviator                     |                              |
| 2006   | От другата страна               | The Departed                    |                              |
| 2010   | Злокобен остров                 | Shutter Island                  |                              |
| 2011   | Изобретението на Хюго           | Hugo                            |                              |
| 2013   | Вълкът от Уолстрийт             | The Wolf of Wall Street         |                              |
| 2016   | Мълчание                        | Silence                         |                              |
| 2019   | Ирландецът                      | The Irishman                    |                              |
| 2023   | Убийците на цветната луна       | Killers of the Flower Moon      |                              |

#### Документални филми
- „Последният валс“ (1978)
- „Носталгия по дома“ (2003)

### Актьор
- „Телевизионно състезание“ (1994)
- „Музата“ (1999)